# Marocchino (bevanda)
Il marocchino  è una bevanda a base di caffè, latte montato e cacao servita nei bar italiani.
Tale bevanda, non derivando direttamente dal caffè ma dal bicerin di Cavour, non può essere propriamente considerata un cappuccino in formato ridotto con aggiunta di cacao.

## Preparazione
Con l'avvento delle prime macchine a pressione e come evoluzione del Bicerin ëd Cavour, si prepara con una base di caffè espresso, cacao in polvere e latte montato a crema. Esistono molte varianti alla ricetta originale.

## Origine e diffusione
Il marocchino è diffuso in tutta Italia.
È nato ad Alessandria a metà del Novecento, più precisamente nello storico Caffè Carpano collocato di fronte alla Borsalino, nota marca di cappelli. Il nome marocchino deriva dal colore di un tipo di pelle usata come fascia per cappelli molto in voga negli anni trenta in Marocco.